# Dobrogoszcz (województwo pomorskie)
Dobrogoszcz (dodatkowa nazwa w j. kaszub. Dobrogòszcz; niem. Dobrogosch) – wieś kaszubska w Polsce położona w województwie pomorskim, w powiecie kościerskim, w gminie Kościerzyna nad wschodnim krańcem jeziora Dobrogoszcz.
W latach 1975–1998 miejscowość administracyjnie należała do województwa gdańskiego. Siedziba sołectwa o powierzchni 429,55 ha.